# Ordem de São Filipe do Leão de Limburg

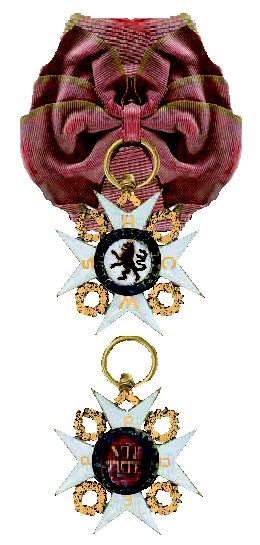
Ordem de São Filipe do Leão de Limburg

A Ordem de São Filipe do Leão de Limburg (em alemão: Orden Sankt Phillipps zum Löwen), é uma antiga ordem de cavalaria criada em 1700 pelos Condes de Limburg Stirum, governantes do condado com o mesmo nome na Vestfália. Esta Ordem homenageava aqueles que se destacavam no meio científico, artístico ou civil.
A Ordem era composta por três níveis:
- Grão-mestre
- Comendador
- Cavaleiro

A jóia da Ordem era uma cruz de Malta de oito pontas com aros de ouro e quatro coroas de louros nos braços da cruz. Nos braços tem escrita a inscrição: "H-S-C-W". Na cruz está inserido um medalhão com a imagem de um homem.
Em 1806, os Condes de Limburg Stirum eram mediatizados e por isso perderam o seu estado de soberania no seu condado. No entanto, a Ordem continuou a expandir-se em 1838 com a criação de medalhas de ouro e prata.